# Zoie
Zoie（スーイ、1981年10月10日 - ）は香港出身の女優・歌手である。本名は譚凱琪。中国語圏ではZoieとも譚凱琪 とも名乗る。英語名 Zoie Tam 。愛称バービー。

## 来歴
2000年に小室哲哉がExecutive producerを務め、香港で歌手デビュー。同年には日本進出し、同国第1弾シングル「ガラパゴスのJULIET」はオリコン最高位99位を記録。
現在は香港に戻り、女優業に専念している。

## 出演

### 映画
- 陰陽路十三之花鬼（2002）
- 跌打婆與辣妹（2002）
- 少年刀手（2003）
- 愛・鬥大（2008）
- 最強囍事（2011）

### テレビドラマ
- 綠水英雌（2004）
- 心跳季節（2005）
- 香港奇案實録（2006）
- 補習天后（2007）
- 伊甸之東（2008）
- 親密損友（2012）
- 我們的天空（2014）
- 衝線（2015）
- 鬼同你OT（2015）
- 刀下留人（2016）
- EU超時任務（2016）
- 純熟意外（2016）
- 城寨英雄（2016）
- 致命復活（2016）
- 財神駕到（2017）
- 不懂撒嬌的女人（2017）
- 踩過界（2017）
- 誇世代（2017）
- 平安谷之詭谷傳説（2018）
- 大帥哥（2018）
- 包青天再起風雲（2019）
- 金宵大廈（2019）

## ディスコグラフィ
- 全力愛 （2000年8月3日）（Rojam Entertainment Limited） 香港のみ発売。
  - Produced by 楊振龍、MARC
- ガラパゴスのJULIET （2000年10月18日） （factoryorumok）
  - executive produced：小室哲哉、produced：木根尚登、作詞：前田たかひろ、作曲：Alex Baboo & Groovy Cat、編曲：中堅工房